# Помажановиці
Помажановиці (пол. Pomarzanowice, нім. Adlerhorst) — село в Польщі, у гміні Победзиська Познанського повіту Великопольського воєводства. Населення — 656 осіб (2011).
У 1975—1998 роках село належало до Познанського воєводства.

## Демографія
Демографічна структура станом на 31 березня 2011 року:
|          | Загалом | Допрацездатний вік | Працездатний вік | Постпрацездатний вік |
| -------- | ------- | ------------------ | ---------------- | -------------------- |
| Чоловіки | 335     | 88                 | 231              | 16                   |
| Жінки    | 321     | 71                 | 205              | 45                   |
| Разом    | 656     | 159                | 436              | 61                   |